# Dracophyllum rosmarinifolium
Dracophyllum rosmarinifolium là một loài thực vật có hoa trong họ Thạch nam. Loài này được (G.Forst.) R.Br. mô tả khoa học đầu tiên năm 1810.